# ミヒャエル・フォン・ビール
ミヒャエル・フォン・ビール（Michael von Biel、1937年7月30日  - ）は、ハンブルク出身のドイツの作曲家、チェリスト、グラフィック・アーティスト。
トロント（1956年 - 1957年）、ウィーン（1958年 - 1960年）、ニューヨーク（1960年、モートン・フェルドマンに師事）、ロンドン（1960年、コーネリアス・カーデューに師事）、ケルン（カールハインツ・シュトックハウゼンに師事）で、ピアノ、音楽理論、作曲などを学んだ。1961年から1963年にかけてダルムシュタット夏季現代音楽講習会に参加。1964年、西ドイツ放送協会の委託で電子音楽作品《Fassung》を作曲。1965年から1966年まで、ニューヨーク州立大学バッファロー校の専属作曲家を務めた。1966年からケルンに居を構え、フルクサス運動に接触する。1968年から1969年まで、デュッセルドルフ芸術アカデミーでヨゼフ・ボイスに師事。その後、数々の視覚芸術作品を発表。金管楽器、コントラバス、テープ、増幅されたコオロギのための《ヤークトシュテュック》（1966）は20世紀を代表する怪作の一つとなった。

## 主要作品
- Für Klavier no.1–3 (three piano pieces for Morton Feldman), for piano four-hands (1960–61)
- Book for Three, for violin and two pianos, or three pianos (1961–62)
- Doubles, 29 pieces for violin and piano (1961)
- String Quartet No. 1 (1962)
- String Quartet No. 2 (1963)
- Fassung, electronic music for four loudspeaker groups(1963–64)
- Quartett mit Begleitung, for string quartet and cello (1965)
- Deklination, for alto voice, piano, 3 percussionists, harp, cello, contrabass, and electronics  (1965)
- Welt I and II, action scores (1965–66)
- The Plain of S'cairn, for five or more winds and five or more strings (1966)
- Jagdstück for brass, contrabass, tape, and amplified barbecues (1966)
- Composition for orchestra (1968)
- Deutsche Landschaften, for solo cello (1970)
- Cello Concerto (1971)
- Übungsstück, for solo cello with filtered feedback (1971)
- Preludes, for cello (1972)
- 13 traditionelle Stücke, for 2 guitars (1974–77)
- Pieces for two guitars (1976)
- Fragment, for two electric guitars (1981)
- Nineteen Pieces for piano, synthesizer, glockenspiel, percussion, and electric guitar (1985)
- Twenty-eight Pieces for Piano (1987–89)
- Acht Projekt (Aufsatzstück), for piano (1992)
- Pieces for piano (1992)